# Horná Mičiná
Horná Mičiná (allemand : Obermitschina) , est un village de Slovaquie situé dans la région de Banská Bystrica.

## Histoire
Première mention écrite du village en 1293[Quoi ?].

## Démographie

### Évolution de la population
| Année:               | 1994. | 2004.   | 2014.    | 2024.    |
| -------------------- | ----- | ------- | -------- | -------- |
| Nombre de personnes: | 475   | 467     | 607      | 698      |
| Différence:          |       | -1,68 % | +29,97 % | +14,99 % |

| Année:               | 2023. | 2024.   |
| -------------------- | ----- | ------- |
| Nombre de personnes: | 690   | 698     |
| Différence:          |       | +1,15 % |